# Eberhard Werdin
Eberhard Werdin (* 19. Oktober 1911 in Spenge; † 25. Mai 1991 in Weilheim in Oberbayern) war ein deutscher Komponist und Musikpädagoge.

## Leben
Werdin studierte zwei Jahre an der Pädagogischen Akademie Hannover. Während dieser Zeit begann er bereits mit seinen Kompositionsstudien. Danach wechselte er nach Bielefeld, wo er ein Schüler des österreichischen Komponisten Otto Siegl wurde. Gleichzeitig unterrichtete er an einer Volksschule in seiner Geburtsstadt Spenge. Werdin wechselte schließlich an die Kölner Musikhochschule, wo er Schulmusik bei Philipp Jarnach studierte. Nach seinem Examen wurde er Lehrer am Carl-Duisberg-Gymnasium in Leverkusen. Ab 1952 leitete er die Städtische Musikschule Leverkusen und von 1955 bis 1969 hielt er Vorlesungen an der Robert Schumann Hochschule Düsseldorf.
1973 wurde ihm der Titel eines Professors und 1986 das Bundesverdienstkreuz I. Klasse verliehen.
Er starb am 25. Mai 1991 in Weilheim in Oberbayern im Alter von 79 Jahren und wurde in seinem Geburtsort Spenge bestattet. Bis zu seinem Tode hatte er in Köln-Dellbrück gelebt.

## Werk
Werdin schrieb Bühnenmusik, Werke für Schulorchester und professionelle Orchester, Chormusik und Kammermusik, inklusive einer großen Anzahl von Werken für Blechblasinstrumente. Er verfasste außerdem Schriften über Aspekte musikalischer Erziehung.
Die Arbeit an der Musikschule regte ihn an, zahlreiche Stücke für den Schulbedarf zu schreiben. Viele Jahre seines Lebens widmete er sich daher der Jugendmusik. Zahlreiche seiner Jugendopern entstanden während seiner Zeit an der Leverkusener Musikschule. In Bezug auf seine Motivation erklärte er 1983 in einem Radiointerview: „Diese Einheit von Rhythmus und Klang, von Spiel und Tanz, von Sprache und Lied – das alles zusammenzufassen war mein wesentliches Anliegen.“
Werdin beschäftigte sich intensiv mit dem Schulwerk Carl Orffs und auch die europäische Folklore beeinflusste sein Werk wesentlich. Während des Krieges war er unter anderem in der Ukraine, in Russland, Rumänien und Frankreich mit der dortigen Volksmusik in Berührung gekommen und ließ später zahlreiche folkloristische Elemente in seine Kompositionen einfließen.
Angesprochen von der mittelhochdeutschen Sprache, deren Klangbild sich für ihn in wohltuender Weise von der alltäglichen Umgangssprache unterschied, verfasste er 1950 die Chorwerke Drei gemischte Chöre (op. 24) und Drei Frauenchöre (op. 26) auf Mittelhochdeutsch.
Im Leverkusener Hallenbad veranstaltete er die bekannten „Hallenbadkonzerte“, wobei er die gute Akustik für ungewohnte Inszenierungen nutzte: so ließ er Händels Wassermusik von zwei Oboen und einem Fagott spielen, während die Musiker in einem Schlauchboot über das Wasser gezogen wurden.
Nach seiner Pensionierung verlagerte Werdin, der selbst Violine und Viola spielte, den Schwerpunkt seiner Arbeit auf die Kammermusik.

### Musikalisch-szenische Werke für Laienbühnen (Auswahl)
- „Des Kaisers neue Kleider“, op. 20, (1947)
- „Der Fischer und sine Fru“, op. 30, (1951)
- „Bauernkalender“, op. 31, (1947)
- „Der Rattenfänger“, op. 53, (1958)[1]
- „Die Wunderuhr“, op. 28, (1950)

### Spiele für Kinder (Auswahl)
- „Die Heinzelmännchen“, op. 39, (1954)
- „Der gestiefelte Kater“ (1961)
- „Das Märchen von den tanzenden Schweinen“, op. 67, (1963)
- „Zirkus Troll“, op. 81, (1968)

### Kantaten und Chormusik (Auswahl)
- „Drei gemischte Chöre“, op. 24, (1950)
- „Drei Frauenchöre“, op. 26, (1950)
- „Veni redemptor gentium“, op. 44, (1955)
- „Zwei Trinklieder“, op. 37, (1953)
- „Das Spiel von Leben und Tod“ (1962, szenische Kantate)
- „König Midas“, op. 82, für gemischten Chor, Bariton, Sprecher, 2 Klaviere und Schlagzeug (1969)
- „Sonnengesang des Franziskus von Assisi“, op. 107, (1976)

### Werke für Blechblasinstrumente (Auswahl)
- „Suite für Blechbläser“, op. 52, (1957)
- „Kleines Konzert“ für zwei Trompeten und Pauke (1963)
- „Doppelkonzert“ für Flöte und Gitarre mit Streichorchester (1969)
- „Ungarische Czardas-Suite“, op. 95.1, (1972)
- „Serenade“, op. 97, (1973)
- „Sonatine“ für Trompete und Klavier (1967)

### Kammermusik (Auswahl)
- „Slawische Tanzvariationen“, op. 25, (1950)
- „Capriziöse Impressionen aus einem Aquarium“, op. 103, für Flöte und Gitarre (1974)
- „Tanzimpressionen“, op. 131, (1982)

### Methodische Werke
- „Grundüberlegungen zum Orff-Schulwerk“, (1958)
- „Rhythmisch-musikalische Übung, ein Lehr- und Übungsbuch“, (1959)
- „Musikalische Grundausbildung am Lied“, (1966)